# Środa Wielkopolska (gemeente)
De gemeente Środa Wielkopolska is een stad- en landgemeente in het Poolse woiwodschap Groot-Polen, in powiat Średzki (Groot-Polen).
De zetel van de gemeente is in Środa Wielkopolska.
Op 30 juni 2004 telde de gemeente 30 036 inwoners.

## Oppervlakte gegevens
In 2002 bedroeg de totale oppervlakte van gemeente Środa Wielkopolska 207,1 km², waarvan:
- agrarisch gebied: 83%
- bossen: 7%

De gemeente beslaat 33,23% van de totale oppervlakte van de powiat.

## Demografie
Stand op 30 juni 2004:
| Omschrijving                   | Totaal | Totaal | Vrouwen | Vrouwen | Mannen | Mannen |
| ------------------------------ | ------ | ------ | ------- | ------- | ------ | ------ |
| eenheid                        | aantal | %      | aantal  | %       | aantal | %      |
| inwoners                       | 30 036 | 100    | 15 350  | 51,1    | 14 686 | 48,9   |
| bevolkingsdichtheid (inw./km²) | 145    | 145    | 74,1    | 74,1    | 70,9   | 70,9   |

In 2002 bedroeg het gemiddelde inkomen per inwoner 1354,83 zł.

## Administratieve plaatsen (sołectwo)
Annopole, Brodowo, Brzezie, Chocicza, Chudzice, Chwałkowo, Czarne Piątkowo, Dębicz, Dębiczek, Janowo, Januszewo, Jarosławiec, Kijewo, Koszuty, Lorenka, Marianowo Brodowskie, Mączniki, Nadziejewo, Olszewo, Pętkowo, Pierzchnica, Pławce, Połażejewo, Romanowo, Ruszkowo, Starkowiec Piątkowski, Szlachcin, Ulejno, Winna Góra, Zielniczki, Zmysłowo, Żabikowo.

## Overige plaatsen
Babin, Bieganowo, Brodowskie Huby, Brzeziak, Brzeziny, Chwałkowo-Huby, Czartki, Gajówka, Grójec, Henrykowo, Koszuty-Huby, Marcelin, Nietrzanowo, Ołaczewo, Pierzchno, Podgaj, Ramutki, Rumiejki, Słupia Wielka, Staniszewo, Strzeszki, Szlachcin-Huby, Tadeuszowo, Topola, Trzebisławki, Turek, Urniszewo, Włostowo, Zielniki, Zdziechowice.

## Aangrenzende gemeenten
Dominowo, Kleszczewo, Kostrzyn, Kórnik, Krzykosy, Zaniemyśl